# Say Hello to Tragedy
Say Hello to Tragedy – siódmy album studyjny niemieckiej grupy muzycznej Caliban, wydany 24 sierpnia 2009 nakładem Century Media Records (pierwsze wydawnictwo zespołu dla tej wytwórni).
Album był nagrywany w Principal Studios, The Bradbury Barracks, Mercury Studios, miksowany w Zing Recording Studios, a mastering wykonano w Principal Studios.
Album promował singel "Caliban's Revenge / 24 Years" (2009). Nakręcono teledyski do piosenek: "24 Years" (2009), "Caliban's Revenge" (2009). "No One Is Safe" (2010), "Walk Like The Dead" (koncertowy, 2011), reż. The Jack Stupid - DAB9.

## Lista utworów
1. "24 Years" - 3:47
2. "Love Song" - 3:27
3. "Caliban’s Revenge" - 3:59
4. "End This Sickness" - 4:16
5. "Walk Like the Dead" - 4:15
6. "No One Is Safe" - 3:41
7. "Liar" - 4:39
8. "The Denegation of Humanity" - 4:05
9. "Unleash Your Voice" - 3:35
10. "All I Gave" - 5:24
11. "In the Name of Progression" (cover Unbroken) - 4:46
12. "Coma" - 3:47

Utwory w wersji limitowanej
13. Forsaken Horizon (live @ With Full Force, 4 lipca 2008) - 3:17
14. Between the Worlds (live @ With Full Force, 4 lipca 2008) - 4:08

## Twórcy
Skład zespołu
- Andreas Dörner – śpiew, teksty
- Marc Görtz – gitara elektryczna, teksty, koprodukcja
- Denis Schmidt – gitara elektryczna, śpiew melodyjny
- Marco Schaller – gitara basowa
- Patrick Grün – perkusja

Udział innych
- Florian „Flo” Velten (Machinemade God) – śpiew dodatkowy w utworze "Love Song"
- Dennis Diehl (The Mercury Arc) – śpiew dodatkowy w utworze "Liar"
- Benny Richter – produkcja muzyczna, keyboard, sampler, inżynieria dźwięk (śpiew i keyboard)
- Adam Dutkiewicz - miksowanie
- Toni Meloni - nagrywanie perkusji
- Vincent „Vince” Sorg - mastering
- Bastian „Basti” Sobtzick (Callejon) – projekt okładki[6][7]
- Sky Hoff - solo gitarowe w utworze "The Degeneration Of Humanity", inżynieria dźwięku (gitary)
- Sandra Muequin - fotografie

## Treść
Dwa utwory na płycie poruszają temat sprawy Josefa Fritzla, ujawnioną w kwietniu 2008, kiedy 42-letnia Austriaczka z Amstetten, Elisabeth Fritzl, zeznała policji, że przez 24 lata była więziona i gwałcona przez swojego ojca, Josefa Fritzla. Pierwszy z nich "24 Years" został napisany z perspektywy samej córki sprawcy, zaś drugi, "The Denegation of Humanity" dotyczy sześciorga dzieci przez nią urodzonych. 
Tekst utworu "Coma" opisuje problem osób żyjących w śpiączce, niezdolnych do władania swym ciałem, lecz odczuwających rzeczywistość wokół siebie. 
Piosenka "No One Is Safe" obejmuje lirycznie możliwość wydarzenia się jakiejkolwiek tragedii w życiu. 
Utwór "Love Song" został zadedykowany przez wokalistę Andreasa Dörnera jego dziewczynie.
Tekst utworu "Caliban’s Revenge" nawiązuje do historii Kalibana, syna czarownicy Sykoraks z dramatu Williama Szekspira pt. Burza, od którego imienia przyjęto nazwę zespołu. 
Koncepcyjnie tematyka zawarta na albumie była kontynuowana na następnej płycie długogrającej, pt. I Am Nemesis (2012).